# Свети Тома (Антуса)
„Свети Тома“ (на гръцки: Απόστολος Θωμάς) е възрожденска православна църква в населишкото село Антуса (Резна), Егейска Македония, Гърция, част от Сисанийската и Сятищка епархия. Разположена е в западната част на селото в местността Драгасия.
След потурчването на част от селото останалите християни запазват гробището и църквата „Свети Тома“, която обаче е малка. В 1818 година след разрешение от властите в Ляпчища започва строеж на нов храм, завършев в 1847 година според надписа на апсидата. Иконите в храма са датирани в 1848 година и са дело на Анагност от Либохово.